# Прицельная интраоперационная радиотерапия
Прицельная интраоперационная радиотерапия (Targeted intra-operative radiotherapy, TARGIT) — это метод проведения радиационной терапии, который воздействует на ткани, окружающие раковую опухоль, после ее удаления хирургическим способом, вид интраоперационной радиотерапии. Эта технология была разработана в 1998 году в Университетском колледже Лондона. В период с 2000 по 2012 гг. для рандомизированного контролируемого исследования TARGIT-A(lone) отобрали пациенток с раком молочной железы, которым была проведена лампэктомия. Целью исследования было определить, является ли технология TARGIT при применении адаптированного подхода к управлению рисками не менее эффективной, чем курс традиционной наружной послеоперационной лучевой терапии, проводимой в течение нескольких недель. Исследуемый метод применили для лечения более 10 000 пациенток в 250 центрах в разных странах мира. В рамках текущего рандомизированного контролируемого исследования TARGIT-B(oost), технологию TARGIT с бустированием полей облучения ложа опухоли после проведения лампэктомии при раке молочной железы у молодых пациенток или у пациенток с высоким риском наступления рецидива, изучают на предмет большей эффективности по сравнению с традиционным методом наружной лучевой терапии с бустированием полей при раке молочной железы.

## Определение
TARGIT — это метод, предполагающий прицельное облучение околоопухолевых тканей в ходе операции. Технологию TARGIT разработали исследователи из Университетского колледжа Лондона Джаянт С. Вайдья (Jayant S Vaidya) (придумавший аббревиатуру TARGIT) и Майкл Баум (Michael Baum) совместно с Джеффри С. Тобиасом (Jeffrey S Tobias) в 1998 году. Термин был впервые использован при описании метода. Протокол рандомизированного исследования опубликовали в журнале Lancet.

## Обоснование
При удалении рака молочной железы хирургическим способом у небольшого числа женщин он может возобновиться (местный рецидив) в сохраненной молочной железе или на стенке грудной клетки. В случае лечения рака молочной железы посредством удаления только раковой опухоли с кромкой окружающей ее здоровой ткани необходимо проведение адъювантной радиотерапии, поскольку она позволяет значительно уменьшить риск местного рецидива. В случае возобновления рака это чаще всего происходит в тканях, окружающих первичный раковый очаг (ложе опухоли), хотя также возможны и многоцентровые поражения в отдаленных зонах молочной железы. Это значит, что прежде всего необходимо воздействовать на ложе опухоли. Суть метода TARGIT состоит в доставке высоких доз облучения точно к ложу опухоли. Традиционные методы облучения, такие как наружная лучевая терапия (НЛТ), применяемые после удаления опухоли хирургическим способом, проверены временем и доказали свою эффективность. НЛТ обычно проводится как отдельный курс лучевой терапии молочной железы с дополнительным бустированием полей облучения ложа опухоли. Тем не менее, у этого метода все же есть недостатки. Например, в ложу опухоли, к которому необходимо доставить бустированную дозу, можно не попасть («географический промах»), потому что даже при применении современных методов планирования лучевой терапии трудно локализовать раневую полость со сложной конфигурацией. Кроме того, при обычной задержке («временной промах») с проведением НЛТ после удаления опухоли хирургическим способом может происходить репопуляция опухолевых клеток. Этих потенциально вредных явлений можно избежать, если обеспечить более точную доставку облучения к тканям-мишеням, что позволит немедленно стерилизовать остаточные опухолевые клетки. Кроме того, метод TARGIT позволяет ингибировать стимулирующий эффект, оказываемый раневой жидкостью на раковые клетки, что впервые свидетельствует о благотворном воздействии интраоперационной лучевой терапии (ИОЛТ) на опухолевую микросреду.

## Метод
Для проведения TARGIT используется устройство Intrabeam (компании Carl Zeiss, Германия). Оно представляет собой миниатюрный мобильный источник рентгеновского излучения, который испускает рентгеновские лучи низкой энергии (не более 50 кВ) с изотропным распределением. Благодаря более высокой плотности ионизации, вызываемой мягким рентгеновским излучением в ткани, относительная биологическая эффективность (ОБЭ) низкоэнергетических рентгеновских лучей при их воздействии на опухолевые клетки превосходит ОБЭ высокоэнергетических рентгеновских лучей или гамма-лучей, доставляемых линейными ускорителями. Лучи, испускаемые мобильными излучающими системами, имеют ограниченную длину. Поэтому обычные стены считаются достаточной преградой для экранирования распространения лучей, испускаемых в операционной, и принятие дополнительных мер по радиационной защите не требуется. Благодаря этом факту ИОЛТ методом TARGIT при раке молочной железы можно проводить в большинстве операционных. Этот хирургический метод относительно прост, но при его применении необходимо неукоснительно следовать инструкциям.

## Применение в медицине

### Рак молочной железы
Наиболее значительный опыт проведения ИОЛТ с применением метода TARGIT получен при лечении рака молочной железы. Данный вид терапии уже был применен для лечения большого количества пациенток с этим заболеванием. Кроме того, возможности этого метода были лучше всего продемонстрированы именно в этой области.

### Введение метода в практику
На конференции по вопросам рака молочной железы, которая состоялась в Санкт-Галлене (16— 19 марта 2011 г.), более 52 экспертов в области рака молочной железы пришли к следующему консенсусу: в отдельных случаях технологию TARGIT можно применять в качестве единственного метода радиотерапии после проведения органосохраняющей операции при раке молочной железы (49 % участников — за, 36 % — против) или для бустирования полей облучения ложа опухоли вместо наружной лучевой терапии с бустированием полей (62 % — за, 23 % — против). На конференции по вопросам рака молочной железы, состоявшейся в Майами 14—17 марта 2012 г., 91 % присутствующих специалистов в области онкологической хирургии высказали аналогичное мнение.
25 июля 2014 года Национальный институт здравоохранения и совершенствования медицинской помощи (NICE) Великобритании предварительно рекомендовал Государственной службе здравоохранения Великобритании применять ИОЛТ на базе технологии TARGIT с использованием Intrabeam. В сентябре 2014 года NICE запросил у исследователей, проводивших клинические испытания, дополнительную информацию, сопроводив свой запрос некоторыми комментариями и замечаниями. Эти замечания касались не до конца проверенных данных из-за того, что медиана продолжительности периода дальнейшего наблюдения за всей популяцией составляла всего 2 года и 5 месяцев, а также критерия установления не меньшей эффективности, использовавшегося при проведении исследования. Эта дополнительная информация была представлена авторами и опубликована как часть обстоятельного отчета об испытании TARGIT-A.
В версию рекомендаций от 2015 года Ассоциации онкологов-гинекологов (AGO) (самостоятельного общества, входящего в состав Немецкого общества акушерства и гинекологии (DGGG)) и Немецкого общества рака) включена ИОЛТ на базе технологии TARGIT, которую рекомендуется проводить при выполнении лампэктомии женщинам с ER-положительным раком молочной железы T1, а также 1 или 2 стадии.
21 мая 2015 года Консультативный комитет по вопросам медицинского обслуживания при правительстве Австралии (MSAC) заявил: «Изучив имеющиеся данные в отношении безопасности, клинической эффективности и рентабельности, Комитет одобрил финансирование за счет средств государственного бюджета и постановил включить в качестве нового пункта в Перечень платных медицинских услуг, предоставляемых на льготной основе (Medicare Benefits Schedule или MBS), лечение отвечающих установленным критериям пациенток с задокументированным в качестве патологии инвазивным протоковым раком молочной железы методом ИОЛТ с технологией TARGIT при одновременном проведении органосохраняющей операции». Правительством Австралии также одобрена статья бюджета для финансирования услуг по лечению рака молочной железы на ранних стадиях методом прицельной интраоперационной лучевой терапии. Пациентки начали получать такое лечение на льготной основе с 1 сентября 2015 года
26 мая 2015 года, в ответ на вопрос Британского медицинского журнала (BMJ), NICE пояснил, что, несмотря на то, что процесс регистрации метода еще не завершен, ИОЛТ на базе TARGIT с использованием системы Intrabeam могут проводить уже в данный момент для пациентов, нуждающихся в данной терапии.
Свыше 250 центров применяют ИОЛТ на базе TARGIT для лечения рака молочной железы в разных странах мира: в США (около 60 центров), странах Европы (60 центров в Германии), Австралии, странах Ближнего и Дальнего Востока, Южной Америки. Лечение прошли более 12 000 пациенток. Недавнее исследование с применением ИОЛТ на базе TARGIT, проводившееся в ряде центров в США, дало прекрасные результаты.

## Профессиональное общество специалистов в области интраоперационной радиотерапии
В 1998 году было сформировано Международное общество специалистов в области ИОЛТ (ISIORT), призванное способствовать развитию технологии ИОЛТ в науке и клинической практике. ISIORT насчитывает более 1 000 членов из разных стран мира, которые проводят свои заседания один раз в два года.